# Silcotub
Silcotub SA este o companie metalurgică din România.
Unitățile sale de producție sunt situate la Zalău - linie de laminare la cald, cu o capacitate anuală de producție de 180.000 de tone de țevi fără sudură, și la Călărași - oțelărie, cu o capacitate anuală de producție de 470.000 de tone de oțel.
Silcotub este parte a companiei Tenaris - cel mai mare producător de țevi la nivel mondial.
Titlurile societății sunt listate la a doua categorie a Bursei de Valori București, din ianuarie 2004, sub simbolul SLC.
Tubman Holding Gibraltar Limited, acționarul majoritar (controlat de Tenaris), controlează 84,86% din Silcotub, iar Talta-Trading E Marketing deține 10,86%.
Cele două societăți acționează concertat și controlează 95,72% din capitalul Silcotub.
Principalele piețe de export ale Silcotub SA includ: Europa de Vest, America de Nord, Europa de Est și CSI.
Cifra de afaceri:
- 2011: 340 milioane euro[3]
- 2006: 627,6 milioane lei (186 milioane euro)[2]
- 2005: 512 milioane lei[2]

## Silcotub Zalău
SC Silcotub SA a fost înființată ca societate pe acțiuni în baza Legii 15/1990 și a HG 31, din 14 ianuarie 1991, prin reorganizarea Întreprinderii de Țevi Zalău.
Acțiunile Silcotub se tranzacționează de Bursa de Valori București din data de 7 iulie 1997, sub simbolul SLC.
În martie 1999 s-a semnat între Fondul Proprietății de Stat (FPS) și Tubman (International) Limited contractul de vânzare-cumpărare pentru un pachet de 71,96 % din acțiuni.
În anul 2004, grupul luxemburghez Tenaris a preluat compania Tubman Holding Gibraltar Limited, pentru care a plătit 4,2 milioane de dolari, devenind astfel proprietar al Silcotub Zalău.
În anul 2009, Unitatea din Zalău avea o capacitate anuală de producție de 180.000 tone de țevi fără sudură și o forță de muncă de 1.300 angajați.

## Donasid Călărași
Combinatul Siderurgic din Călărași a fost înființat la 1 martie 1976.
Devenit SIDERCA după 1990, la combinat s-a declanșat procedura falimentului în 2000, suspendată în 2001 pentru patru ani, timp în care s-a încercat rentabilizarea combinatului.
Asfel a apărut, în ianuarie 2003, DONASID, care a preluat partea viabilă a combinatului - oțelăria electrică, secția de turnare continuă și laminorul de profile grele și șine - evaluată la 20 de milioane de dolari.
Combinatul a fost vândut investitorilor italieni de la Beltrame care ulterior au vândut Donasid Călărași, pentru 37 de milioane de euro, grupului Tenaris.
În anul 2009, Unitatea din Călărași avea o capacitate anuală de producție de 470.000 tone de oțel și o forță de muncă de 300 angajați.